# Fares (Acaia)
Fares (grec antic: Φαραί, gentilici Φαραιεύς, català fareu) era una ciutat d'Acaia que, segons Pausànias, va ser una de les dotze ciutats originals en què es va dividir la regió quan hi van arribar els aqueus. Se situava a la vora del riu Pieros o Peiros. A l'Olimpíada CXXIV (285-281 aC) va ser una de les quatre ciutats que va restaurar la Lliga Aquea. Pausànies també diu que era tributària de Patres per decisió d'August. Al mig de l'àgora hi havia l'Oracle d'Hermes. També hi havia una font, la "Font d'Hermes", amb peixos, que no es podien pescar perquè es considerava que estaven dedicats al déu. Vora la imatge d'Hermes hi havia trenta pedres quadrangulars que tenien els noms dels déus i les deesses, i eren adorades. Restes de la ciutat s'han trobat a la riba esquerra del riu Kamenitza, prop de Prevezó.